# Laurence Luckinbill
Laurence Luckinbill, all'anagrafe Laurence George Luckinbill, talvolta accreditato anche come Laurence G. Luckinbill e Larry Luckinbill (Fort Smith, 21 novembre 1934), è un attore statunitense, attivo a teatro, al cinema e in televisione. È noto per aver interpretato i personaggi di Hank, nella pièce The Boys in the Band del 1968 e nella sua prima trasposizione cinematografica, del 1970, diretta da William Friedkin, Festa per il compleanno del caro amico Harold, e di Sybok, Vulcaniano fratellastro di Spock, nel film del franchise di Star Trek, diretto da William Shatner, Star Trek V - L'ultima frontiera (1989).

## Biografia
Laurence George Luckinbill nasce a Fort Smith, nell'Arkansas, figlio di Agnes (nata Nulph) e Laurence Benedict Luckinbill. Frequenta l'Università dell'Arkansas For Smith dal 1951 al 1952; ottiene un Bachelor of Arts dall'Università dell'Arkansas nel 1956; riceve un Master of Fine Arts dall'Università Cattolica d'America nel 1958; frequenta l'Università di New York nel 1980 e studia recitazione allo HB Studio di New York.
Nel 1961 debutta a teatro, a Broadway prendendo parte alla produzione di A Man for All Seasons. Recita nella messa in scena a Broadway, del 1976, della pièce di Pavel Kohout Poor Murderer, all'Ethel Barrymore Theatre; in The Shadow Box di Michael Cristofer, del 1977, al Morosco Theater, per la quale riceve una candidatura ai Tony Award quale miglior attore non protagonista, e nella messa in scena, del 1978, di A Prayer for My Daughter di Thomas Babe al Public Theater. La sua carriera teatrale comprende la sceneggiatura e la regia. Luckinbill ha scritto e recitato in diversi one man show, tra cui Hemingway, Teddy e An Evening with Clarence Darrow. Ha inoltre recitato in numerose produzione della pièce Lyndon. Uno degli spettacoli è stato tenuto al Lyndon Baines Johnson Library and Museum, ad Austin, in Texas, con la presenza tra il pubblico di Lady Bird Johnson, moglie del presidente Lyndon B. Johnson.
Tra i primi lavori televisivi figura la soap opera Where the Heart Is e The Secret Storm, in cui esordisce nel 1967. Tra il 1972 e il 1973 ha interpretato la spia Glenn Garth Gregory nella serie televisiva ABC, Delphi Bureau. Tra le altre serie televisive cui ha preso parte vi figurano: Law & Order; Barnaby Jones; l'episodio Un delitto perfetto della serie Colombo; Mary Tyler Moore e La signora in giallo. Ha inoltre impersonato Joseph L. Rauh, l'avvocato di Lillian Hellman, nel film per la televisione, del 1999, Dash and Lilly.
Prende parte fin dal 1968 al dramma teatrale The Boys in the Band, scritto da Mart Crowley, e considerato uno dei testi fondamentali del teatro LGBT, per il quale contribuisce a creare il personaggio di Hank, che riprende nel 1970 nel film diretto da William Friedkin Festa per il compleanno del caro amico Harold (The Boys in the Band), con cui debutta al cinema.
Nel 1989 entra a far parte del franchise di Star Trek, creato da Gene Roddenberry, nel 1966, con la serie classica, interpretando il ruolo di Sybok, fratellastro di Spock, poiché figlio di Sarek, ma non di Amanda, bensì della precedente moglie dell'ambasciatore Vulcaniano, nel film diretto da William Shatner (il capitano Kirk, nella serie classica), Star Trek V - L'ultima frontiera (Star Trek V: The Final Frontier). Per la parte era stato inizialmente contattato Sean Connery, ma all'epoca si trovava impegnato nella produzione di Indiana Jones e l'ultima crociata (Indiana Jones and the Last Crusade, 1989), diretto da Steven Spielberg. William Shatner scoprì l'attore per caso, facendo zapping una sera e vedendolo interpretare il presidente Lyndon B. Johnson nel film per la televisione, del 1987, Lyndon Johnson. Quando Shatner lo ha contattato per offrirgli il ruolo, Luckinbill ha accettato immediatamente. Star Trek V - L'ultima frontiera è stata l'ultima produzione cinematografica cui Laurence Luckinbill ha preso parte, dedicandosi in seguito esclusivamente alle produzioni televisive e al teatro.
Nel 1993 scrive, produce e dirige il documentario Lucy and Desi: A Home Movie, presentato dalla moglie Lucie Arnaz e dedicato alla vita dei suoceri Lucille Ball e Desi Arnaz, contenente numerose riprese amatoriali domestiche, che ritraggono la vita famigliare dei due attori hollywoodiani. Il documentario viene premiato nel 1993 ai Primetime Emmy Awards come miglior speciale informativo.
Dal 1998 al 2004 prende parte alla messa in scena del celebre musical di Fred Ebb e John Kander Cabaret, da cui nel 1972 venne tratto l'omonimo film diretto da Bob Fosse e interpretato da Liza Minnelli, prima al Kit Kat Klub di New York e in seguito allo Studio 54, sempre a New York.

## Vita privata
Il 19 novembre 1966 Laurence Luckinbill ha sposato l'attrice Robin Strasser, dalla quale ha avuto due figli: Nicholas Luckinbill e Benjamin "Ben" Luckinbill. La coppia ha divorziato nel 1979 e il 22 giugno 1980 Luckinbill si è risposato con l'attrice Lucie Arnaz, figlia di Lucille Ball e Desi Arnaz, dalla quale ha avuto altri tre figli: Simon Luckinbill, Joe Luckinbill e Katharine Luckinbill. Nicholas, Ben, Joe e Katherine hanno seguito la carriera del padre, recitando a loro volta in alcune produzioni cinematografiche e televisive. Lucie Arnaz e Laurence Luckinbill hanno lavorato assieme a teatro in produzioni come They're Playing Our Song.
È inoltre zio di Haley Arnaz e delle registe Lana e Lilly Wachowski, figlie della sorella Lynne. 
Si professa cattolico.

## Filmografia

### Attore

#### Cinema
- Festa per il compleanno del caro amico Harold (The Boys in the Band), regia di William Friedkin (1970)
- Ma che razza di amici! (Such Good Friends), regia di Otto Preminger (1971)
- Corky, regia di Leonard J. Horn (1972)
- The Money, regia di Chuck Workman (1976)
- The Promise, regia di Gilbert Cates (1979)
- Corruzione a New York (Not for Publication), regia di Paul Bartel (1984)
- Cocktail, regia di Roger Donaldson (1988)
- Messaggio di morte (Messenger of Death), regia di J. Lee Thompson (1988)
- Star Trek V - L'ultima frontiera (Star Trek V: The Final Frontier), regia di William Shatner (1989)
- Making the Boys, regia di Crayton Robey – documentario (2011)

#### Televisione
- The Secret Storm – serie TV, 7 episodi (1967-1968)
- N.Y.P.D. – serie TV, episodio 2x01 (1968)
- Where the Heart Is – serie TV (1969)
- The Bold Ones: The Senator – serie TV, episodi 1x04-1x05 (1970)
- Dan August – serie TV, episodio 1x16 (1971)
- Bonanza – serie TV, episodio 12x21 (1971)
- Lights Out, regia di Alvin Boretz e Arch Oboler – film TV (1972)
- Delphi Bureau (The Delphi Bureau) – serie TV, 9 episodi (1972-1973)
- The ABC Afternoon Playbreak – serie TV, episodio 2x02 (1973)
- The Wide World of Mystery – serie TV, 2 episodi (1973-1974)
- F.B.I. (The F.B.I.) – serie TV, episodio 9x18 (1974)
- Death Sentence, regia di E.W. Swackhamer – film TV (1974)
- Harry O – serie TV, episodio 1x04 (1974)
- A tutte le auto della polizia (The Rookies) – serie TV, episodio 3x09 (1974)
- Ore 5.22 terrore sul treno (Panic on the 5:22), regia di Harvey Hart – film TV (1974)
- Barnaby Jones – serie TV, episodi 3x10-7x14-7x15 (1974-1979)
- La giocatrice (Winner Take All), regia di Paul Bogart – film TV (1975)
- Mary Tyler Moore (Mary Tyler Moore Show) – serie TV, episodio 5x24 (1975)
- La città degli angeli (City of Angels) – serie TV, episodi 1x01-1x02-1x03 (1976)
- Il caso Lindbergh (The Lindbergh Kidnapping Case), regia di Buzz Kulik – film TV (1976)
- The November Plan, regia di Don Medford – film TV (1977)
- Colombo (Columbo) – serie TV, episodio 7x03 (1978)
- Il ritorno di Simon Templar (Return of the Saint) – serie TV, episodio 1x13 (1978)
- Ike, regia di Boris Sagal e Melville Shavelson – miniserie TV (1979)
- 3 by Cheever, regia di Jack Hofsiss, Jeff Bleckner e James Ivory – miniserie TV, episodio 1x03 (1979)
- Ike: The War Years, regia di Boris Sagal e Melville Shavelson – film TV (1980)
- The Mating Season, regia di John Llewellyn Moxey – film TV (1980)
- See China and Die, regia di Larry Cohen – film TV (1981)
- One More Try, regia di Noam Pitlik – film TV (1982)
- Freedom to Speak – miniserie TV, episodi 1x02-1x07-1x11 (1983)
- La signora in giallo (Murder, She Wrote) – serie TV, 4 episodi (1985-1994)
- One Terrific Guy, regia di Lou Antonio – film TV (1986)
- Lyndon Johnson, regia di Charles Jarrott – film TV (1987)
- Hotel – serie TV, episodio 4x20 (1987)
- Il muro di sangue (To Heal a Nation), regia di Michael Pressman – film TV (1988)
- Law & Order - I due volti della giustizia (Law & Order) – serie TV, episodio 3x03 (1992)
- La valle dei pini (All My Children) – serie TV, episodio 6310 (1994)
- Dash and Lilly, regia di Kathy Bates – film TV (1999)
- The Exonerated - Colpevole fino a prova contraria (The Exonerated), regia di Bob Balaban – film TV (2005)

### Doppiatore
- Moonwalk One, regia di Theo Kamecke – documentario (1972) - narratore
- Bicentennial Minutes – serie TV, episodio 554 (1976) - narratore
- Space – serie TV, 5 episodi (1985) - narratore
- Voices & Visions – serie TV, episodio 1x05 (1988) - narratore
- Fantastic Max – serie animata, episodi 1x01-1x07-2x01 (1988-1989)
- Point of No Return: The War in the Gulf, regia di Wayne Keeley – documentario direct-to-video (1991)
- Lincoln, regia di Peter W. Kunhardt e James A. Edgar – film TV (1992) - Joshua Speed
- Crucible of Empire: The Spanish American War, regia di Daniel A. Miller – film TV (1999) - William McKinley

### Produttore
- Lucy and Desi: A Home Movie, regia di Laurence Luckinbill (1993)

### Regista
- Lucy and Desi: A Home Movie (1993)

### Sceneggiatore
- Lucy and Desi: A Home Movie, regia di Laurence Luckinbill (1993)

## Trasmissioni televisive
- The David Frost Show (1972)
- The Mike Douglas Show (1972)
- Tattletales – quiz televisivo (1976)
- Good Morning America (1979)
- Today (1980)
- Freedom to Speak (1983)
- The 6th Annual American Cinema Awards (1989)
- The Pat Sajak Show (1989)
- The 7th Annual Television Hall of Fame Awards (1990)
- Charlie Rose (1994)
- CBS at 75, regia di Louis J. Horvitz e Chuck Workman – speciale TV (2003)
- The 2011 Annual American Theatre Wing Gala (2011)

## Teatro (parziale)
- A Man for All Seasons, regia di Noel Willman, ANTA Playhouse di New York (1961-1963)
- Beekman Place, regia di Samuel Taylor, Morosco Theatre di New York (1964)
- Tartuffe, regia di William Ball, ANTA Playhouse di New York e Square Theatre di Washington (1965)
- The Boys in the Band, regia di Robert Moore, Theater Four di New York (1968-1970)
- Horseman, Pass By, regia di Rocco Bufano, Fortune Theater di New York (1969)
- The Memory Bank, regia di Harold Stone, Tambellini's Gate Theatre di New York (1970)
- What the Butler Saw, regia di Joseph Hardy, McAlpin Rooftop Theatre di New York (1970)
- Alpha-Beta, regia di John Berry, Eastside Playhouse di New York (1973)
- Poor Murderer, regia di Herbert Berghof, Ethel Barrymore Theatre di New York (1976-1977)
- The Shadow Box, regia di Gordon Davidson, Morosco Theatre di New York e Lunt-Fontanne Theatre di New York (1977)
- A Prayer for My Daughter, regia di Robert Allan Ackerman, Joseph Papp Public Theater di New York e LuEsther Hall di New York (1977-1978)
- Chapter Two, regia di Herbert Ross, Imperial Theatre di New York e Eugene O'Neill Theatre di New York (1977-1979)
- Past Tense, regia di Theodore Mann, Circle in the Square Theatre di New York (1980)
- I Do! I Do!, regia di Lucia Victor (1983)
- Dancing in the End Zone, regia di Melvin Bernhardt, Ritz Theatre di New York (1985)
- Social Security, regia di Peter Lawrence (1987)
- Lyndon, regia di Richard Zavaglia, John Houseman Theatre di New York (1991)
- Unfinished Stories, regia di Gordon Davidson, New York Theatre Workshop di New York (1994)
- A Fair Country, regia di Daniel Sullivan, Mitzi E. Newhouse Theater di New York (1996)
- Cabaret, regia di Sam Mendes, Kit Kat Klub di New York e Studio 54 di New York (1998-2004)
- They're Playing Our Song (2015)

## Discografia
- 1969 - Original Broadway Cast Of "The Boys In The Band" Mart Crowley's - The Boys In The Band (The Original Broadway Cast Album)

## Riconoscimenti
- Primetime Emmy Awards
  - 1993 - Miglior speciale informativo per Lucy and Desi: A Home Movie (condiviso con Lucie Arnaz e Don Buford)
- Tony Award
  - 1977 - Candidatura al miglior attore non protagonista in un'opera teatrale per The Shadow Box